# Catedral de Sées
A Catedral de Sées (em francês:  Basilique Cathédrale Notre-Dame de Sées) é uma igreja católica romana e monumento nacional da França em Sées (anteriormente também Séez) na Normandia. É a sede do Bispo de Séez.
A catedral foi declarada basílica menor em 7 de março de 1871.
A catedral gótica data do século XIII e XIV e ocupa o local de três igrejas anteriores. A frente oeste, que é desfigurada pelos contrafortes que se projetam além dela, tem duas torres imponentes de trabalho aberto de 60 metros de altura. A nave foi construída no final do século XIII. O coro, construído logo em seguida, destaca-se pela leveza de sua construção. No coro estão quatro baixos-relevos de grande beleza que representam cenas da vida da Virgem Maria; e o altar é adornado com outro que representa a retirada das relíquias dos Santos Gervásio e Protásio. A igreja tem sido constantemente objeto de restauração e reconstrução.
A catedral possui um magnífico órgão de Cavaille-Coll que foi recentemente restaurado. Os recitais de domingo à tarde são realizados durante julho e agosto. O órgão do coro também é do mesmo fabricante.

Em 2015, durante as obras de restauro da Torre Norte, foram instalados três novos sinos. 